# 能見堂跡
能見堂跡（のうけんどうあと）は、神奈川県横浜市金沢区能見台森の山の上にある地蔵堂跡。古くから景勝地として親しまれ、明の僧・心越禅師が漢詩に詠んだ、ここからの眺望こそが「金沢八景」の由来といい、現代の町名・能見台の由来にもなった。横浜市の「地域史跡」登録地。

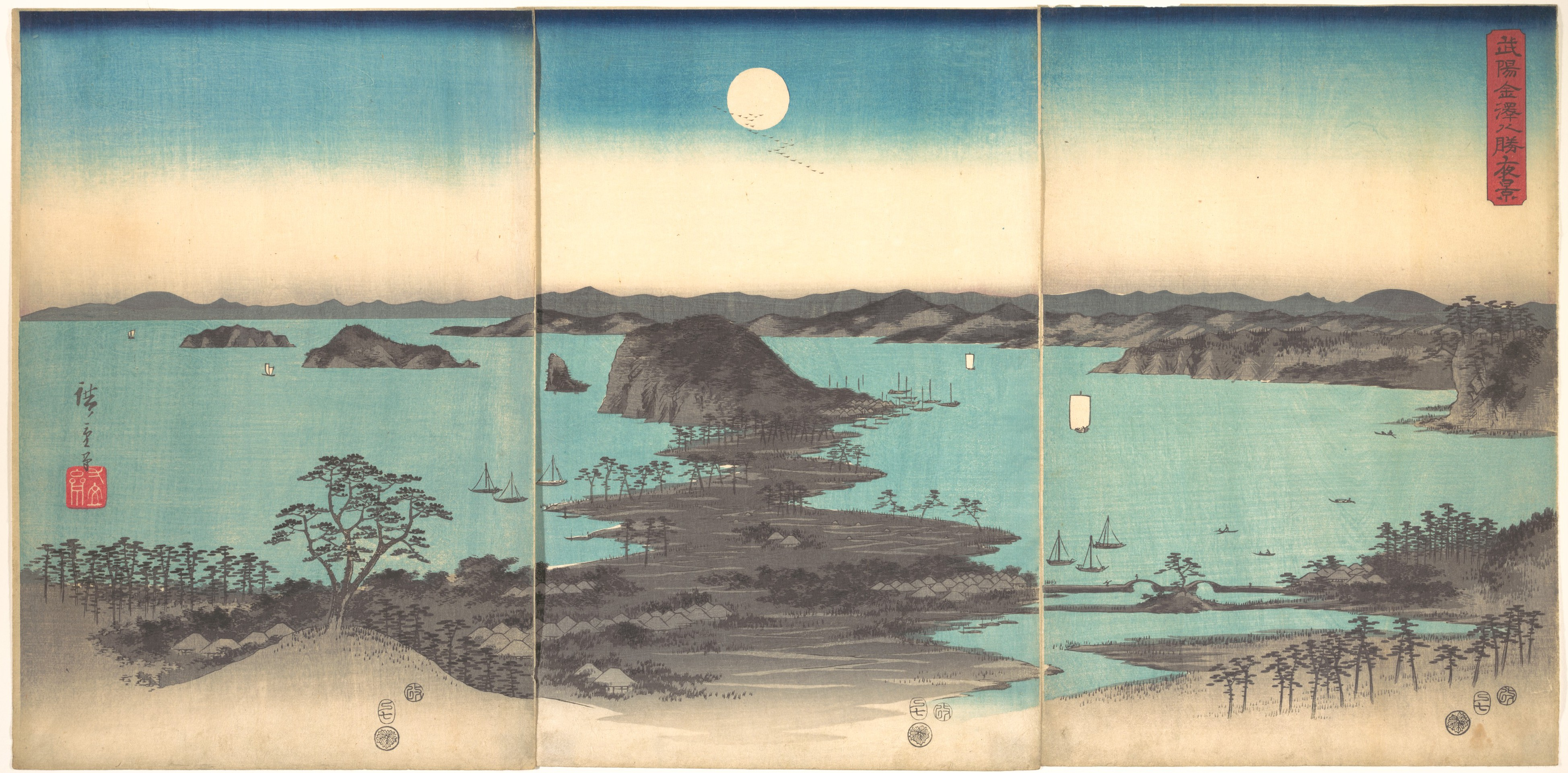
「武陽金沢八勝夜景」（歌川広重）
能見堂からの眺望とされる

## 歴史
起源は不明。平安時代の摂政藤原道長が建てた草庵だったという伝説がある（『能見堂縁起』）。
「能見」の由来は景色が「能く見える」からとか、平安時代の絵師巨勢金岡が景色を描こうとしたがあまりの美しさに上手く描けず仰け反った（「のっけ堂」）からとか諸説ある。
文明18年（1486年）の『梅花無儘蔵』に「濃見堂」とあって、少なくとも室町時代には存在したと考えられる。
寛文（1661年-1673年）のころに芝増上寺の地蔵院が当地に移り、擲筆山地蔵院が建てられた。
景勝地として人が集まり歌川広重の浮世絵にも描かれたが、現在は跡地が史跡となり「金沢八景根元地」の石碑が残るのみ。ハイキングコースとして整備され、梅の名所になっている。
1976年（昭和51年）に堂跡の平場や斜面等で発掘調査が行われた。ここより西方の西青ヶ台には鎌倉幕府執権・北条氏の一門金沢氏の城とされる青ヶ台城伝承地があるなど、周辺には中世の遺跡や伝承が残り、能見堂跡も調査前に「山岳仏教的城塞寺院」跡である事が期待されたと言うが、発掘の結果、その可能性は皆無とされた（江戸時代中期以後の、仏堂や景勝地に関係する遺構・遺物が見つかったという）。